# Partido Regenerador Liberal
O Partido Regenerador Liberal, oficialmente chamado Centro Regenerador Liberal, foi fundado a 16 de Maio de 1901 por João Franco na sequência da sua ruptura com Hintze Ribeiro então líder do Partido Regenerador.
A ruptura formal entre Hintze Ribeiro e João Franco ocorreu a 12 de Fevereiro daquele ano e levou ao abandono do Partido Regenerador por João Franco, apoiado por 25 deputados. Esta facção criou o novo partido.

## Resultados eleitorais

### Eleições legislativas
| Data   | Cl. | Votos | %            | +/-     | Deputados | +/-     | Status   |
| ------ | --- | ----- | ------------ | ------- | --------- | ------- | -------- |
| 1901   | 3.º | N/D   | 0,7 / 100,0  |         | 1 / 148   |         | Oposição |
| 1904   | 3.º | N/D   | 0,7 / 100,0  | Estável | 1 / 148   | Estável | Oposição |
| 1905   | 3.º | N/D   | 2,0 / 100,0  | 1,3     | 3 / 148   | 2       | Oposição |
| 4/1906 | 4.º | N/D   | 4,7 / 100,0  | 2,7     | 7 / 148   | 4       | Oposição |
| 8/1906 | 1.º | N/D   | 43,9 / 100,0 | 39,2    | 65 / 148  | 58      | Governo  |
| 1908   | 5.º | N/D   | 2,0 / 100,0  | 41,9    | 3 / 148   | 62      | Oposição |
| 1910   | 2.º | N/D   | 33,0 / 100,0 | 21,0    | 5 / 155   | 2       | Oposição |

1. ↑  LUCAS, P.G. (2014). «A Liderança e as Lideranças do Partido Regenerador» (PDF). Consultado em 20 de setembro de 2024